# Chat Control
Il Regolamento per  la prevenzione e la lotta contro l'abuso sessuale su minori è stato proposto l'11 maggio 2022 dalla Commissaria Europea per gli affari interni Ylva Johansson.
Lo scopo dichiarato della norma proposta è quello di prevenire gli abusi sessuali online sui minori (pedopornografia) attraverso l'implementazione di alcune misure, tra cui la realizzazione di una cornice di regole per le piattaforme digitali sul rilevamento e la segnalazione del materiale proveniente da abusi sessuali su minori all'interno dell'Unione Europea.

Tale proposta viene chiamata dai suoi detrattori "Chat Control".

## Sostenitori della proposta
I sostenitori della proposta di regolamento includono dozzine di gruppi, attivisti, membri del Parlamento Europeo e i dipartimenti della Commissione Europea e del Parlamento Europeo stessi, mentre gli oppositori sono le organizzazioni della società civile e gli attivisti per i diritti alla privacy.
La Direzione generale per la migrazione e gli affari interni ha affermato che le azioni volontarie dei fornitori dei servizi (provider) per la rilevazione degli abusi sessuali su minori sono ancora insufficienti ed ha sottolineato che, a causa dei fornitori che lasciano spazi vuoti nelle segnalazioni, questi abusi possono rimanere non rilevati. 
Inoltre viene evidenziato che le compagnie possono cambiare liberamente le loro politiche, rendendo difficile per le autorità prevenire e combattere con efficacia gli abusi sessuali sui minori.
Infine, in assenza di questa norma, l'Unione Europea deve avviare le indagini degli abusi avvenuti sul proprio territorio spesso a partire da altri paesi, principalmente dagli Stati Uniti, e questo produce ritardi e scarsa efficacia nei risultati.
Viene proposto di creare all'interno dell'Unione Europea un organismo centrale, il cosiddetto Centro Europeo sugli abusi sessuali su minori, in modo da creare un unico punto di raccolta delle segnalazioni.[5][1]
Questa centralizzazione eliminerebbe il bisogno di inviare segnalazioni a diversi enti e renderebbe più efficiente l'uso delle risorse per le indagini e per le risposte.
I favorevoli al Centro Europeo prevedono che questo migliorerà la trasparenza del processo di ricerca, segnalazione e rimozione online del materiale degli abusi, e affermano che attualmente gli sforzi in questa direzione hanno una portata limitata. Il Centro Europeo potrebbe raccogliere dati per segnalazioni trasparenti, fornire informazioni chiare sull'uso degli strumenti di ricerca e sostenere la verifica dei dati e dei processi. Esso avrebbe inoltre lo scopo di prevenire l'involontaria rimozione dei contenuti legittimi e ridurre la preoccupazione sul possibile abuso (o uso inappropriato) degli strumenti di ricerca.
Un altro aspetto evidenziato dai sostenitori è la necessità di migliorare la cooperazione tra i fornitori (provider) dei servizi online, la società civile e le autorità pubbliche. Il Centro Europeo è pensato anche come un ente facilitatore della comunicazione tra i paesi europei e i fornitori dei servizi, per la riduzione dei rischi di perdita dei dati e per l'aumento della sicurezza dello scambio di informazioni sensibili. Il Centro Europeo sarebbe utile per la condivisione delle migliori pratiche, per migliorare la ricerca tra diversi paesi, la prevenzione degli abusi e il sostegno alle vittime.

## Contrari alla proposta
I gruppi che si oppongono a questa proposta evidenziano che essa imporrebbe un controllo obbligatorio sul tutte le comunicazioni private digitali, e perciò si riferiscono a tale proposta di legislazione con il nome di "Chat Control".

Le organizzazioni della società civile e gli attivisti hanno segnalato che tale proposta non sia compatibile con i diritti fondamentali dell'uomo e che violi il diritto alla privacy.

Inoltre, la proposta è stata criticata anche dal punto di vista tecnico, in quanto non realizzabile. In Irlanda solo il 20,3% delle segnalazioni ricevute dalla polizia irlandese proviene dal materiale digitale dell'abuso. Nello specifico il 10% risulta essere un falso positivo.

Il Parlamento Europeo ha commissionato una verifica sull'impatto di questa proposta di regolamento, i cui risultati sono stati presentati alla Commissione su Libertà Civili, Giustizia e Affari Interni.

Tale studio ha criticato pesantemente la proposta della Commissione Europea in quanto attualmente, per il rilevamento degli abusi nei messaggi e nei file, non esiste nessuna tecnologia in nessuna piattaforma che non abbia un elevato tasso di errore.

Si evidenzia anche che la proposta potrebbe compromettere la crittografia end-to-end e la sicurezza delle comunicazioni digitali e che potrebbe classificare come pedo-pornografia anche le immagini che i giovani adolescenti si scambiano consensualmente.
Anche il Servizio Legale del Consiglio dell'Unione europea ha criticato l'impatto della proposta sul diritto alla privacy, enfatizzando che l'analisi delle comunicazioni interpresonali di tutti i cittadini inciderebbe sul diritto fondamentale al rispetto della vita privata e al diritto alla protezione dei dati personali.[14] Gli esperti legali del Consiglio hanno anche fatto riferimento alla giurisprudenza della Corte di Giustizia Europea, che attualmente è contraria alla conservazione indiscriminata dei dati (data retention).

Il Garante europeo della protezione dei dati (EDPS) insieme con il Comitato europeo per la protezione dei dati (EDPB) hanno dichiarato congiuntamente che "la Proposta di Regolamento potrebbe porre le basi (de facto) per un generalizzato e indiscriminato scansionamento dei contenuti, teoricamente, di tutti i tipi di comunicazioni elettroniche", e che questo potrebbe essere di ostacolo anche alla condivisione dei contenuti leciti.

L'autrice della proposta, la Commissaria Europea Ylva Johannson, è stata criticata in modo pesante a proposito del processo di promozione della proposta di regolamento. In particolare, un'indagine transnazionale di alcuni media europei ha rivelato che nella preparazione della proposta sono stati fortemente implicati lobbisti di forze dell'ordine e fornitori di tecnologie straniere. Alcune organizzazioni per i diritti digitali che evidenziavano queste implicazioni straniere hanno tentato di incontrare la stessa Commissaria Johannson, che però ha rifiutato per tre volte questi incontri. 

 
La Commissaria Johannson è stata criticata anche per l'uso di tecniche di promozione della controversa proposta, in quanto queste violavano le regole sulla privacy e sulla protezione dei dati.

## Processo legislativo
- Marzo 2023: la proposta, che viene chiamata anche "Chat Control 2.0",  è stata rivista per implementare l'analisi delle comunicazioni protette da crittografia.[20]
- Novembre 2023: la commissione del Parlamento Europeo su Libertà Civili, Giustizia e Affari Interni vota per la rimozione del "chat control" indiscriminato e propone la sorveglianza individuale o su gruppi ragionevolmente sospetti. Alcuni membri del Parlamento Europeo hanno votato a favore della protezione delle comunicazioni crittografate.[21]
- Febbraio 2024: la Corte europea dei diritti dell'uomo ha stabilito che, in un caso non correlato, la sorveglianza non può essere considerata necessario per una società democratica. Questo ha sottolineato la decisione sulla protezione delle comunicazioni crittografate del Parlamento Europeo.[22]
- Maggio 2024: sono segnalate ulteriori azioni per il ripristino dello scansionamento indiscriminato dei messaggi nella norma, sotto il nome di "upload moderation".[23]
- Giugno 2024: il Consiglio dell'Unione Europea ha rimandato il voto della proposta di Regolamento. Si ritiene che abbia pesato il rifiuto da parte dei critici alla proposta, compresi i fornitori di software.[24][25]